# 北条上野四郎
北条 上野四郎（ほうじょう こうづけしろう）は、鎌倉時代末期から南北朝時代の武将。

## 略歴
金沢流北条氏で、長門探題を務めた北条時直の子。
鎌倉幕府滅亡後の建武2年（1335年）1月10日、北九州で建武政権に対し反乱を起こした北条高政や北条貞義に呼応して長門国府付近の下山で北条越後左近将監と共に挙兵したが、8日後に鎮圧されて死去した。